# Жилмар
Жилмар дос Сантос Невес е бразилски футболист, вратар. Известен с изявите си за тима на Сантос и бразилския национален отбор. Двукратен световен шампион в тима на „Селесао“. През 2000 г. е избран за бразилски вратар на XX век от Международната федерация по футболна история и статистика. Един от най-добрите вратари на своето време, Жилмар често е сравняван с Лев Яшин.

## Клубна кариера
Юноша е на Джабакуара Атлетико Клубе. През 1951 г. преминава в Коринтианс, с който печели Кампеонато Паулища през 1951, 1952 и 1954 г. Жилмар пази за „мускетарите“ в продължение на 10 години, като записва над 400 мача.
През 1961 г. подписва със Сантос. През 60-те години „черно-белите“ са един от най-силните клубове в света, а съотборници на Жилмар са играчи като Пеле, Жозе Масия – Пепе, Зито, Коутиньо. Жилмар е петкратен шампион на страната със Сантос, печели 5 пъти Кампеонато Паулища, а през 1962 и 1963 г. става носител на Копа Либертадорес и Междуконтиненталната купа. За Сантос Жилмар изиграва 266 мача.

## Национален отбор
Дебютира за бразилския национален отбор през 1953 г. на турнира Копа Америка. Жилмар пази за Бразилия на три световни първенства – 1958, 1962 и 1966. Той е единственият вратар, печелил две поредни световни първенства като титуляр. Изиграва 104 мача за „селесао“ (94 от които официални), в които допуска 95 гола.
Член е на Залата на славата в музея на футбола в Бразилия.

## Успехи

### Клубни
- Бразилска Серия А – 1962, 1963, 1964, 1965, 1968
- Кампеонато Паулища – 1951, 1952, 1954, 1962, 1964, 1965, 1967, 1968
- Копа Либертадорес – 1962, 1963
- Междуконтинентална купа – 1962, 1963

### Международни
- Световно първенство – 1958, 1962
- Атлантическа купа – 1956, 1960